# Chawi
Chawi ist ein Verwaltungsbezirk (Ward) des Distrikts Nanyamba Town Council in der tansanischen Region Mtwara. 

## Geografie
Chawi liegt im Südosten von Tansania etwa 30 Kilometer südsüdwestlich von Mtwara. Das größte Gewässer ist der See Chidrya im Südosten. Die Fläche des Bezirks beträgt 190 Quadratkilometer. Bei der Volkszählung 2022 lebten hier 8742 Menschen in 2449 Haushalten.

## Gliederung
Der Bezirk besteht aus acht Gemeinden (Mtaa) mit 33 Orten (Kitongoji):
| Ngonja - Kilimahewa - Misri - Tandika - Jitegemee | Navikole - Sokoni - Shulein - Mdenga - Bombani | Arusha - Arusha Chini - Bandari - Lukanda - Misri - Mashine | Arusha Juu - Zambia - Majengo - Magereza - Tankini | Mkomo - Zambia - Majengo - Minazini - Magodown | Ngorongoro - Ngoroma - Majengo - Sokoni - Jangwani | Chawi - Majengo - Masasi - Shuleni - Shangani | Chawi Sokoni - Mnumbelu - Misri - Gulioni - Bwawani |

## Wirtschaft und Infrastruktur
- Gesundheit: Im Bezirk gibt es drei staatliche Apotheken, je eine in den Orten Chawi,[7] Ngonja[8] und Arusha.[9]